# Динг Нинг
Динг Нинг (кин: 丁宁; Даћинг, 20. јун 1990) бивша је кинеска стонотенисерка.
Освојила је укупно четири олимпијске медаље од којих су три златне. На Летњим олимпијским играма 2012. је у финалу дисциплине појединачно изгубила од Ли Сјаосја. У том мечу је виђена контроверза када је судија одузео Динг три бода због нелегалног сервиса. На наредним Олимпијским играма Динг се реванширала Ли у финалу победивши је резултатом 4:3. Такође је освојила осам златних медаља са Светских првенстава.